# Riu Aude
|  | Aquest article tracta sobre el riu. Si cerqueu el departament francès, vegeu «Aude». |

L'Aude (en occità i francès, i en català amb variacions de pronúncia o d'ortografia, per exemple, Auda) és un riu del Llenguadoc que desemboca al mar Mediterrani, al Grau de Vendres. Aquest riu naix a 2.185 msnm als Pirineus, en el terme d'Els Angles, a la comarca del Capcir, Catalunya del Nord. Té una llargada de 224,1 km. La seua conca té uns 5.300 km² de superfície.

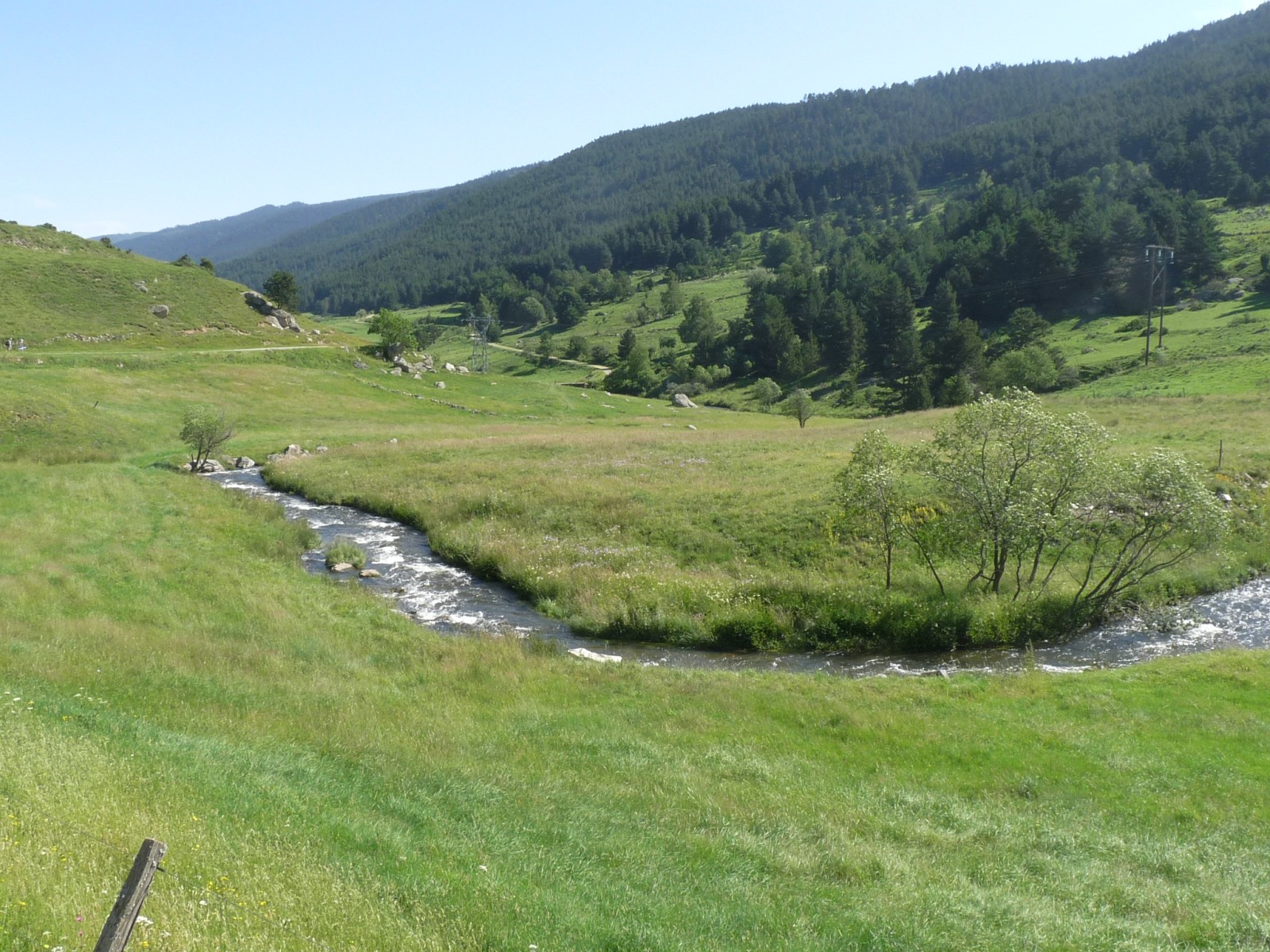
L'Aude, al nord de Matamala

El seu recorregut a la Catalunya del Nord és breu, i conforma la vall del Capcir, on travessa els termes comunals d'Els Angles, Matamala, Formiguera, Ral i Puigbalador. Després recorre alguns quilòmetres per l'Arieja, i llavors, amb l'excepció de tres curts trams que fan de límit entre l'Aude i l'Erau, el seu recorregut queda inclòs dins del departament homònim. Les principals poblacions per les quals passa són Quilhan, Limós i Carcassona. Narbona està connectada amb aquest riu pel canal de la Robina.
Fins a Limós, el seu curs discorre entre muntanyes, i així presenta diversos congosts -les gorges de Saint-Georges, el congost de Pierre-Lys i l'estret d'Alet. A la seua planície, Carcassona enllà, corre quasi paral·lel al Canal del Migdia. El seu règim és pluvionival.

## Principals afluents

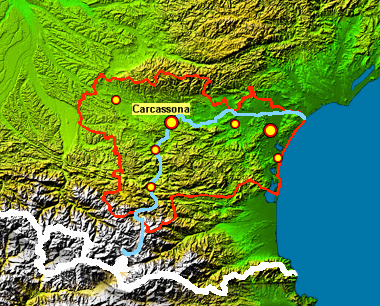
Mapa satel·litari sobreimprès que mostra el curs de l'Aude i les ciutats per les quals discorre; la línia roja assenyala els límits del departament de l'Aude; les línies blanques els actuals límits entre els estats espanyol al sud, francès al nord i andorrà al sud-oest.

Des de la conca alta fins a la conca baixa de l'Aude. Les denominacions en són les catalanes i occitanes.
- Bruyante (19 km de recorregut) aflueix a l'Aude per la riba esquerra a Rosa.
- Aigueta (20 km) per la riba dreta a Santa Coloma de Rocafort.
- Rebentin (34 km) p. l. r. e. a Sant Martin de Lis.
- Cornelhan (20 km) p. l. r. d. a Limós.
- Sou (30 km) p. l. r. e. a Cépia.
- Lauquet (37 km) p. l. r. d. a Confolenç.
- Fresquel (63 km) p. l. r. e. a Carcassona.
- Orbièl (41 km) p. l. r. e. a Trebes.
- Argent Doble (37 km) p. l. r. e. a La Redòrta.
- Onhon (23 km) p. l. r. e. a Lonzac.
- Orbiu o Orbion (30 km) p. l. r. d. a Sant Nazari.
- Cèsse (54 km) p. l. r. e. a Sant Marcèl.

## Departaments i ciutats que recorre
- Pirineus orientals (per les comarques del Capcir i de la Fenolleda).
- Erau (passant per Olançac).
- Aude (transcorre per Atsat, Quilhan, Coisan, Limós, Carcassona, Trebes, Narbona i Corsan).